# Arcidiocesi di Manizales
L'arcidiocesi di Manizales (in latino: Archidioecesis Manizalensis) è una sede metropolitana della Chiesa cattolica in Colombia. Nel 2019 contava 867.830 battezzati su 892.900 abitanti. È retta dall'arcivescovo José Miguel Gómez Rodríguez.

## Territorio
L'arcidiocesi comprende 13 comuni di 2 dipartimenti colombiani:
- nel dipartimento di Caldas i comuni di Aguadas, Aranzazu, Chinchiná, Filadelfia, La Merced, Manizales, Marulanda (eccetto il distretto di Montebonito, che appartiene alla diocesi di La Dorada-Guaduas), Neira, Pácora, Palestina, Salamina e Villamaría;
- nel dipartimento di Risaralda il comune di Santa Rosa de Cabal.

Sede arcivescovile è la città di Manizales, dove si trova la basilica cattedrale di Nostra Signora del Rosario. Nel territorio sorgono, oltre alla cattedrale, altre 4 basiliche minori: Immacolata Concezione a Salamina, Nostra Signora della Mercede a Chinchiná, Immacolata Concezione a Manizales e Nostra Signora delle Vittorie a Santa Rosa de Cabal.
Il territorio si estende su una superficie di 3.848 km² ed è suddiviso in 94 parrocchie, raggruppate in 10 vicariati foranei e in 4 zone pastorali.

### Provincia ecclesiastica
La provincia ecclesiastica di Manizales, istituita nel 1954, comprende 3 suffraganee:
- diocesi di Armenia,
- diocesi di La Dorada-Guaduas,
- diocesi di Pereira.

## Storia
La diocesi fu eretta l'11 aprile 1900 con il decreto Apostolicae Sedi della Congregazione Concistoriale, ricavandone il territorio dall'arcidiocesi di Popayán e dalla diocesi di Medellín (oggi arcidiocesi).
Originariamente suffraganea dell'arcidiocesi di Popayán, il 24 febbraio 1902 entrò a far parte della provincia ecclesiastica dell'arcidiocesi di Medellín.
Il 17 dicembre 1952 cedette porzioni del suo territorio a vantaggio dell'erezione delle diocesi di Armenia e di Pereira.
Il 10 maggio 1954 è stata elevata al rango di arcidiocesi metropolitana con la bolla Ob arduum di papa Pio XII.
Il 9 gennaio 1958, con la lettera apostolica Velut amica, lo stesso papa Pio XII ha proclamato la Beata Maria Vergine del Santissimo Rosario e Santa Barbara, vergine e martire, patrone principali dell'arcidiocesi.
Il 29 marzo 1984 ha ceduto altre porzioni di territorio a vantaggio dell'erezione della diocesi di La Dorada-Guaduas.

## Cronotassi dei vescovi
Si omettono i periodi di sede vacante non superiori ai 2 anni o non storicamente accertati.
- Gregorio Nacianceno Hoyos Yarza † (16 dicembre 1901 - 25 ottobre 1921 deceduto)
- Tiberio Salazar Herrera † (6 luglio 1922 - 7 luglio 1932 nominato arcivescovo coadiutore di Medellín[1])
- Juan Manoel González Arbeláez † (3 luglio 1933 - 6 giugno 1934 dimesso[2])
- Luis Concha Córdoba † (13 luglio 1935 - 18 maggio 1959 nominato arcivescovo di Bogotà)
- Arturo Duque Villegas † (7 luglio 1959 - 22 maggio 1975 ritirato)
- José de Jesús Pimiento Rodríguez † (22 maggio 1975 - 15 ottobre 1996 ritirato)
- Fabio Betancur Tirado † (15 ottobre 1996 - 7 ottobre 2010 dimesso)
- Gonzalo Restrepo Restrepo (7 ottobre 2010 succeduto - 6 gennaio 2020 dimesso)
- José Miguel Gómez Rodríguez, dal 25 aprile 2021

## Statistiche
L'arcidiocesi nel 2019 su una popolazione di 892.900 persone contava 867.830 battezzati, corrispondenti al 97,2% del totale.
| anno | popolazione | popolazione | popolazione | presbiteri | presbiteri | presbiteri | presbiteri                | diaconi | religiosi | religiosi | parrocchie |
| anno | battezzati  | totale      | %           | numero     | secolari   | regolari   | battezzati per presbitero | diaconi | uomini    | donne     | parrocchie |
| ---- | ----------- | ----------- | ----------- | ---------- | ---------- | ---------- | ------------------------- | ------- | --------- | --------- | ---------- |
| 1950 | 949.000     | 950.000     | 99,9        | 227        | 167        | 60         | 4.180                     |         | 160       | 702       | 64         |
| 1965 | 780.000     | 783.201     | 99,6        | 272        | 184        | 88         | 2.867                     |         | 179       | 789       | 57         |
| 1970 | 749.000     | 750.000     | 99,9        | 268        | 173        | 95         | 2.794                     |         | 140       | 559       | 64         |
| 1976 | 612.182     | 615.182     | 99,5        | 212        | 161        | 51         | 2.887                     |         | 107       | 925       | 68         |
| 1980 | 610.556     | 618.177     | 98,8        | 202        | 151        | 51         | 3.022                     |         | 87        | 890       | 69         |
| 1990 | 549.000     | 556.000     | 98,7        | 183        | 135        | 48         | 3.000                     | 8       | 69        | 355       | 62         |
| 1999 | 796.345     | 840.345     | 94,8        | 192        | 143        | 49         | 4.147                     | 22      | 85        | 495       | 72         |
| 2002 | 815.000     | 840.000     | 97,0        | 186        | 132        | 54         | 4.381                     | 28      | 97        | 429       | 78         |
| 2003 | 731.000     | 750.000     | 97,5        | 209        | 158        | 51         | 3.497                     | 34      | 131       | 395       | 81         |
| 2004 | 731.000     | 750.000     | 97,5        | 208        | 163        | 45         | 3.514                     | 34      | 109       | 395       | 80         |
| 2013 | 812.000     | 835.000     | 97,2        | 245        | 184        | 61         | 3.314                     | 47      | 305       | 474       | 83         |
| 2016 | 839.421     | 863.694     | 97,2        | 237        | 176        | 61         | 3.541                     | 57      | 185       | 470       | 93         |
| 2019 | 867.830     | 892.900     | 97,2        | 256        | 195        | 61         | 3.389                     | 58      | 195       | 470       | 94         |
| 2021 | 894.000     | 855.475     | 104,5       | 54         | 193        | 61         | 3.519                     | 58      | 217       | 470       | 94         |

## Galleria d'immagini

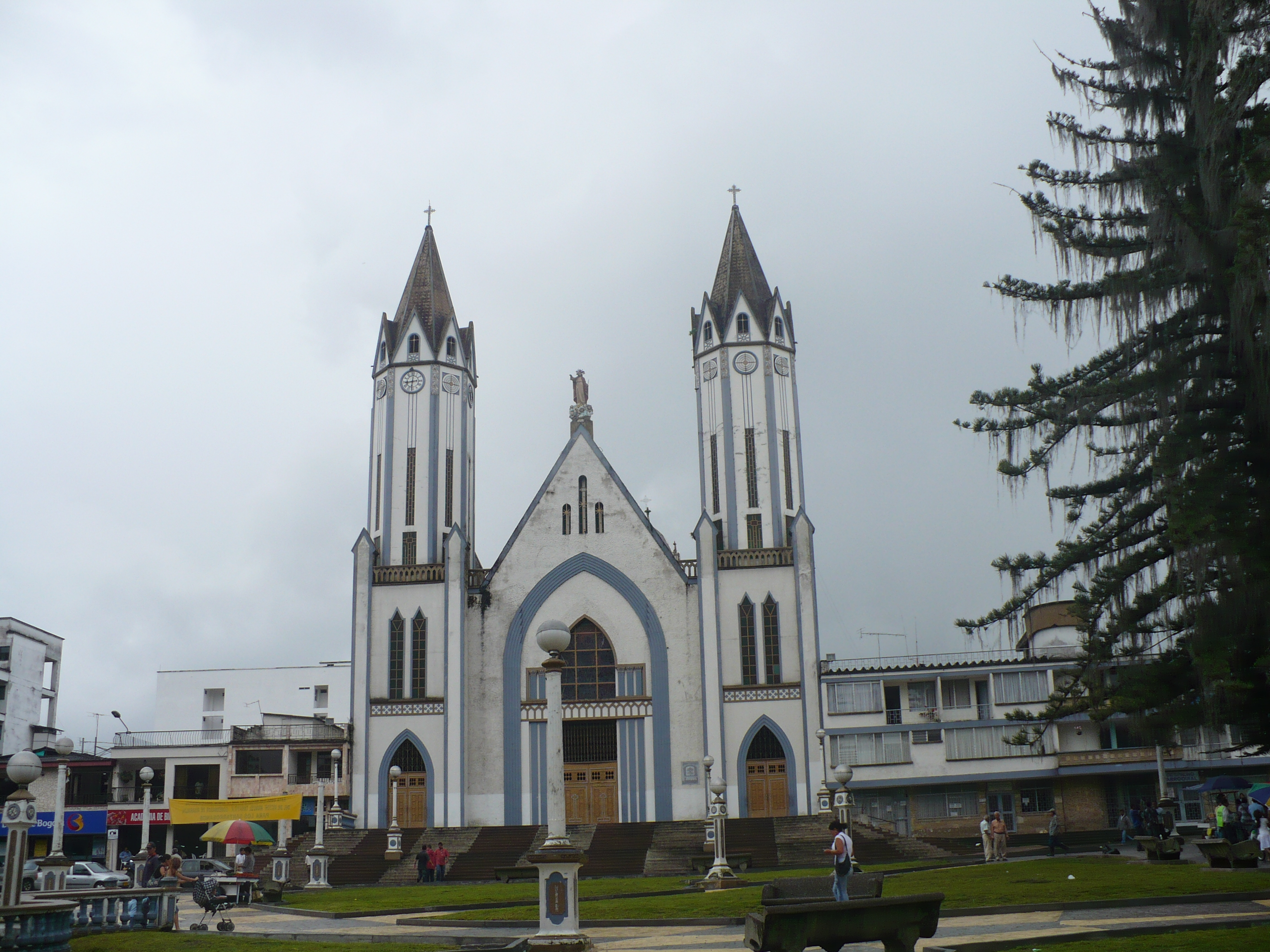
La basilica minore di Nostra Signora delle Vittorie a Santa Rosa de Cabal.
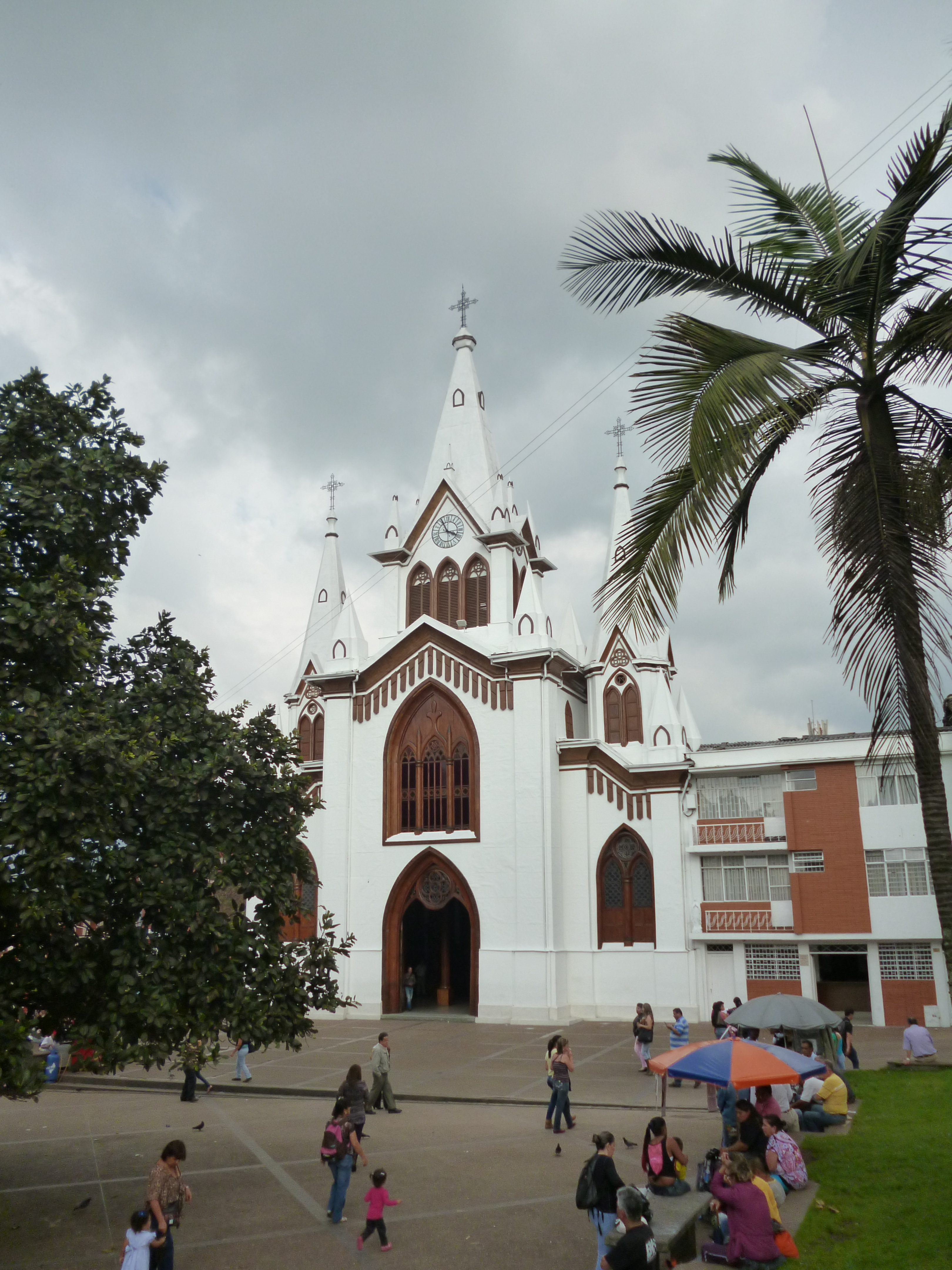
La basilica minore dell'Immacolata Concezione a Manizales.
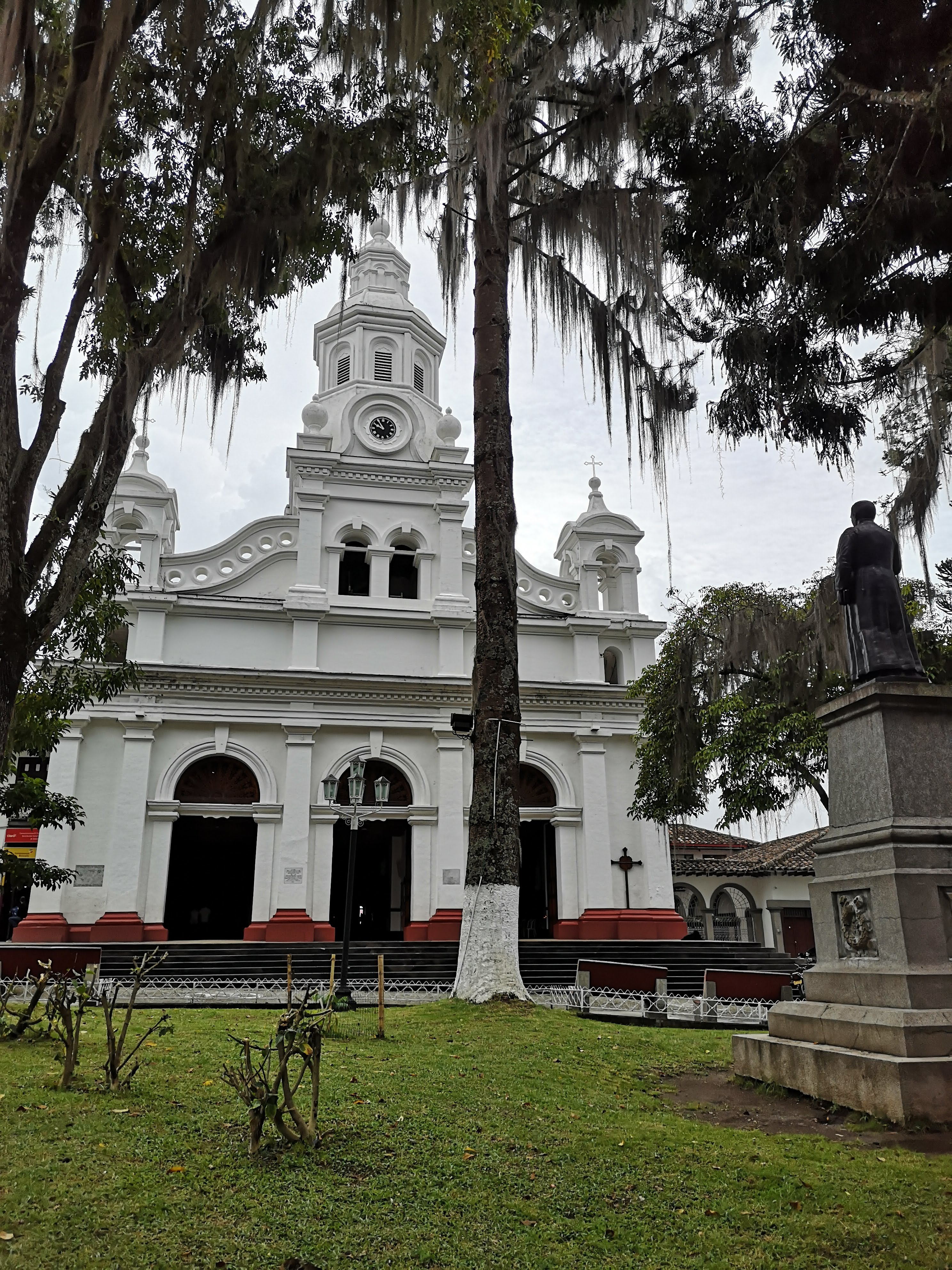
La basilica minore dell'Immacolata Concezione a Salamina.
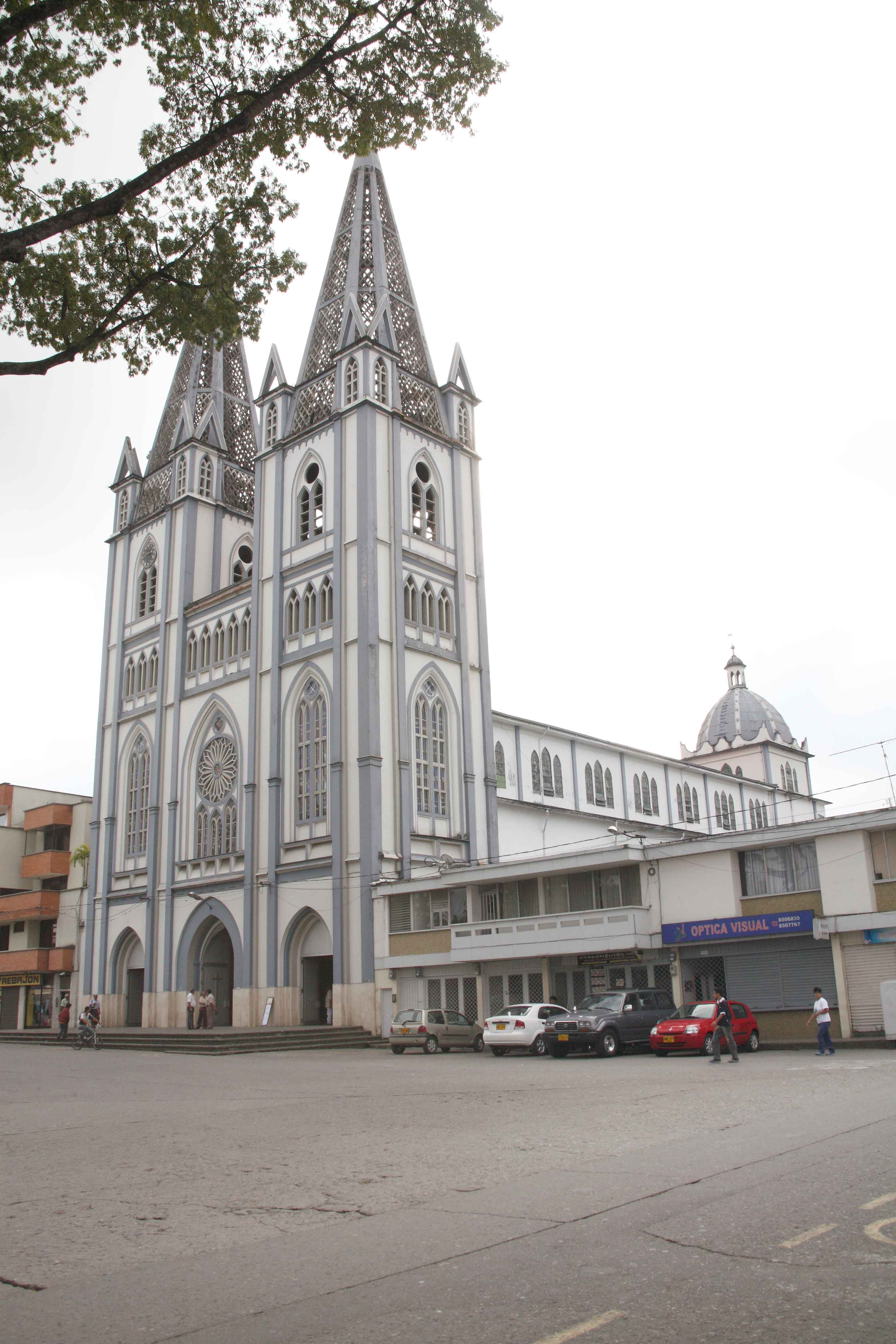
La basilica minore di Nostra Signora della Mercede a Chinchiná.